# La forza dell'amore (film 1936)
La forza dell'amore (The Bride Walks Out) è un film del 1936 diretto da Leigh Jason.

## Trama
Carolyn, una bella modella, accetta di sposare Michael che la convince che l'amore è molto più importante del denaro. Per lui, la ragazza lascia il suo lavoro ben pagato, accontentandosi di vivere con il modesto stipendio del marito. Dopo la semplice cerimonia che li unisce in matrimonio, Carolyn litiga con Michael nell'ufficio delle licenze matrimoniali. Lui, alterato, si fa rissoso e viene arrestato. In tribunale, Carolyn incontra Hugh McKenzie. Per lui, ricco rampollo dedito al bere, è un vero colpo di fulmine: innamorato sin dal primo sguardo della bella Carolyn, aiuta Michael. Lei, però, disdegna Hugh e il suo denaro, pur dovendo fare i conti con il suo desiderio di avere dei bei vestiti che non si può permettere con i trentacinque dollari la settimana del marito. Ben presto, la giovane sposa si trova sommersa dai debiti. 
La notte di capodanno, le arriva in casa un esattore per sequestrarle i mobili: la serata va a finire che i due si ubriacano insieme a Hugh e a Mattie, la moglie di Paul, il socio del marito. Più tardi, durante il veglione, Carolyn annuncia di voler tornare al suo lavoro di modella, facendo infuriare Michael. A fine serata, di nuovo a casa, Carolyn scopre che Hugh le ha sostituito tutti i mobili e si ripromette di ripagarlo quanto prima con i proventi del suo nuovo lavoro. Michael, ignaro delle loro difficoltà finanziarie della moglie, ha presto una reazione rabbiosa. Tra i due le cose precipitano: ormai sull'orlo del divorzio, Michael affronta ubriaco il suo rivale. Hugh, che per amore di Carolyn, ha messo la testa a posto, giura che le sue intenzioni verso la donna sono più che onorevoli. Michael, che ha paura di perdere per sempre la moglie, si accinge a portare a termine un pericoloso progetto di ingegneria in Sudamerica insieme a Paul, il suo socio. Ma Mattie, preoccupata per il marito, trova l'appoggio di Hugh che, generosamente, rinunciando a Carolyn, la fa riconciliare con Michael.

## Produzione
Il film, prodotto dalla RKO Radio Pictures con il titolo di lavorazione Marry the Girl, venne girato da fine aprile a fine maggio 1936.
Fu il primo film prodotto alla RKO da Edward Small, ex capo della produzione della Reliance Pictures.

## Distribuzione
Il copyright del film, richiesto dalla RKO-Radio Pictures, Inc., fu registrato il 9 luglio 1936 con il numero LP6542.
Distribuito dalla RKO Radio Pictures, il film uscì nelle sale cinematografiche USA il 10 luglio 1936.